# Battaglia di Guard Hill
La battaglia di Guard Hill, battaglia di Crooked Run, battaglia di Cedarville o battaglia di Front Royal ebbe luogo il 16 agosto 1864 nella contea di Warren, in Virginia come parte della campagna della valle dello Shenandoah di Philip H. Sheridan nel corso della guerra di secessione americana. Le forze confederate al comando di Richard H. Anderson furono inviate da Petersburg per rinforzare l'esercito di Early. La divisione di cavalleria dell'Unione di Wesley Merritt sorprese le colonne confederate mentre attraversavano il fiume Shenandoah, catturando circa 300 uomini. I Confederati si radunarono e avanzarono, respingendo gradualmente gli uomini di Merritt a Cedarville. Alla fine delle ostilità la battaglia si rivelò inconcludente.

## Battaglia

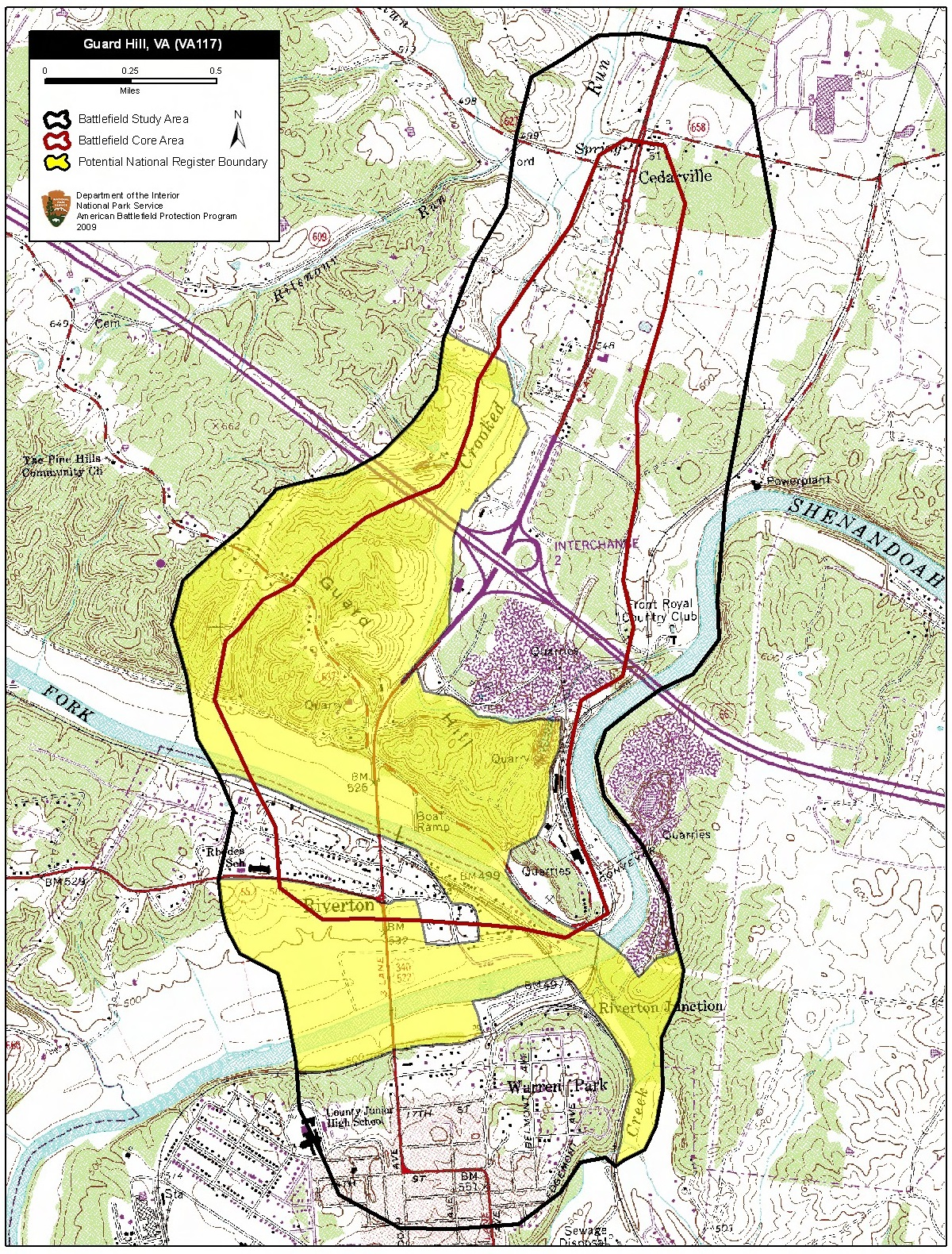
Mappa del centro del campo di battaglia di Guard Hill e delle aree di studio dell'American Battlefield Protection Program.

La mattina del 16 agosto, le truppe confederate dispersero i picchetti federali all'incrocio del fiume Shenandoah a Front Royal. I soldati li inseguirono lungo il Front Royal Pike, arrivando infine a Guard Hill, un importante punto di riferimento. Lì vennero colpiti dalla cavalleria del generale di brigata dell'Unione  Thomas C. Devin e subìrono pesanti perdite. Il generale di brigata confederato William T. Wofford tentò un movimento di fianco verso Crooked Run. Lì fu attaccato da due brigate di New York, che fecero 300 prigionieri. Il generale di brigata dell'Unione George A. Custer cavalcò verso la battaglia e sostenne la linea di Devin lungo Crooked Run finché non fu costretto a ritirarsi a Cedarville dall'artiglieria confederata piazzata su Guard Hill.
Nel pomeriggio del 16 agosto, Williams C. Wickham guidò una carica sull'esercito del generale di brigata Thomas C. Devin verso Cedarville. Devin portò due dei suoi reggimenti in avanti per contrattaccare, ma un reggimento confederato e uno dell'Unione si colpirono a vicenda in uno scontro con la spada. I confederati si divisero e si ritirarono di nuovo nelle loro posizioni e Wickham guidò un'altra carica con conseguente indebolimento delle forze dell'Unione facendo si che i suoi uomini dovettero attraversare di nuovo il fiume. Nel frattempo l'unità di Devin catturò due bandiere e 139 soldati. La vittoria dell'Unione era stata pianificata molto bene. Il brigadier generale Wesley Merritt, comandante della 1ª Divisione di Cavalleria dell'Armata dello Shenandoah, confermò la presenza dei Confederati che costrinsero Sheridan a ordinare una ritirata a valle della città a Front Royal. La notte della battaglia, l'unità di Sheridan tornò alle sue linee ad Harper's Ferry, Virginia Occidentale e una volta passata la notte, Merritt e la sua unità andarono a Ninive, Virginia.

## Risultato
Secondo Pachan, il numero superiore dell'Unione e la leadership di qualità misero in rotta la fanteria confederata e la battaglia si rivelò uno spartiacque nella campagna della Valle dello Shenandoah.